# At San Quentin – Legacy Edition
Az At San Quentin Johnny Cash 1969-es koncertfelvétele. A helyszín a San Quentin állami fegyintézet. Az eredeti felvételeket számos helyen megvágták, mivel Cash néhány helyen igen szókimondóan fogalmazott, és a dalok sorrendjét is felcserélték. A 2000-ben megjelent CD sem tartalmazta a teljes koncert anyagát, habár az albumra felkerült néhány addig kiadatlan rész.
A 2006-os Legacy Edition egy 3 lemezből álló kiadvány, amely a teljes koncertfelvételen kívül a Granada TV által leforgatott dokumentumfilmet is tartalmazza.

## Dalok

### Első lemez
Carl Perkins
1.  Blue Suede Shoes – 3:52
The Statler Brothers
2.  Flowers On The Wall – 3:27
The Carter Family
3.  The Last Thing on My Mind (Tom Paxton) – 3:34
4.  June Carter Cash Talks To The Audience – 2:41
5.  Wildwood Flower – 3:49
Johnny Cash
6.  Big River – 1:43
7.  I Still Miss Someone – 1:50
8.  Wreck of the Old 97 – 3:24
9.  I Walk the Line – 2:28
10. Medley: The Long Black Veil/Give My Love To Rose – 4:06
11. Folsom Prison Blues – 3:00
12. Orange Blossom Special – 3:03
Johnny Cash, June Carter Cash és Carl Perkins
13. Jackson – 3:23
14. Darlin' Companion – 2:24
The Carter Family és Carl Perkins
15. "Break My Mind" – 2:56
Johnny Cash és Carl Perkins
16. I Don't Know Where I'm Bound – 5:14
17. Starkville City Jail – 3:32

### Második lemez
Johnny Cash
1.  San Quentin – 4:09
2.  San Quentin – 3:13
3.  Wanted Man – 3:29
Carl Perkins
4.  Restless – 3:54
Johnny Cash és Carl Perkins
5.  A Boy Named Sue – 3:45
6.  Blistered – 1:46
Johnny Cash, The Carter Family és Carl Perkins
7.  (There'll Be) Peace in the Valley – 3:14
Carl Perkins
8.  The Outside Looking In – 3:00
The Statler Brothers és Carl Perkins
9.  Less Of Me – 2:45
Johnny Cash, The Carter Family és Carl Perkins
10. Ring Of Fire – 2:07
Johnny Cash, The Carter Family, The Statler Brothers és Carl Perkins
11. He Turned The Water Into Wine – 4:01
12. Daddy Sang Bass – 2:43
13. The Old Account Was Settled Long Ago – 2:16
14. Closing Medley: Folsom Prison Blues (June Carter Cash)/I Walk The Line (The Carter Family)/Ring Of Fire (The Statler Brothers)/Folsom Prison Blues (Carl Perkins)/The Rebel – Johnny Yuma (Johnny Cash)/Folsom Prison Blues (Johnny Cash) – 5:08

### Harmadik lemez
Ez a DVD tartalmazza azt az 1969-ben felvett dokumentumfilmet amelyet a brit Granada TV  készített a börtönben. A lemezre  a koncertrészleteken kívül felkerült számos interjú az elítéltekkel, akik a San Quentinben töltött éveikről mesélnek. A DVD hossza kb. 60 perc.

## Munkatársak
- Johnny Cash – ének, gitár
- June Carter Cash – ének
- Carter Family – ének
- Marshall Grant – basszusgitár
- W.S. Holland – dob
- Carl Perkins – elektromos gitár, ének
- Bob Wootton – elektromos gitár
- The Statler Brothers – ének

## Slágerlisták
Kislemezek – U.S. Billboard Lista
| Év   | Kislemez          | Kategória       | Helyezés |
| ---- | ----------------- | --------------- | -------- |
| 1969 | "A Boy Named Sue" | Country Singles | 1        |
| 1969 | "A Boy Named Sue" | Pop Singles     | 2        |